# C. L. R. James

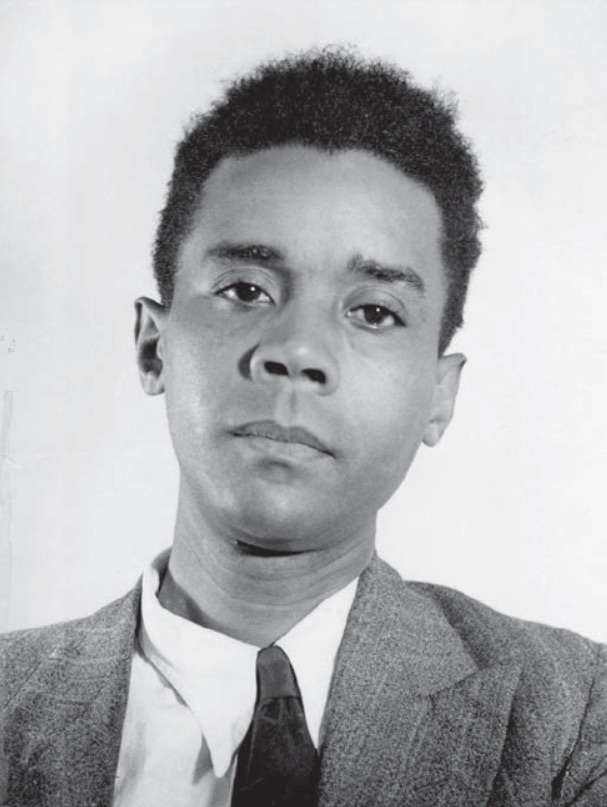
C.L.R. James em 1938

Cyril Lionel Robert James (4 de janeiro de 1901 –19 de maio de 1989), mais conhecido como C.L.R. James, que às vezes escrevia sob o pseudônimo J. R. Johnson, era historiador, jornalista, socialista teórico e ensaísta de Trinidad e Tobago. Suas obras são influentes em vários contextos teóricos, sociais e historiográficos. 

## Carreira
Sua obra deu origem a vários estudos subalternos. Figura como uma voz pioneira e influente na literatura pós-colonial. Seu trabalho é freqüentemente associada com o Caribe e o afro-nacionalismo, embora o próprio James sustentou que o "ou-ou" era uma falsa dicotomia, e que os povos do Caribe estavam em débito com a Europa, tanto quanto com as tradições culturais africanas. Um ativista político incansável, os escritos de James sobre o debate da Internacional Comunista agitaram os círculos trotskistas, e sua história da Revolução Haitiana, The Black jacobins, é um texto seminal na literatura da diáspora africana. Caracterizada por um crítico literário como um "anti-stalinista dialético", James era conhecido por seu autodidatismo, por sua ocasional dramaturgia e ficção, e como um esportista ávido. Ele também é famoso por escrever sobre o críquete.

## Publicações selecionadas
- Letters from London (série de ensaios escritos em 1932). Signal Books (2003).
- The Life of Captain Cipriani: An Account of British Government in the West Indies. Nelson, Lancs.: Cartmel & Co. (1932).
- The Case for West-Indian Self-Government. Londres: Hogarth Press (1933). Reimpresso, Nova York: University Place Bookshop (1967); Detroit: Facing Reality Publishing Co. (1967).
- Minty Alley. Londres: Secker & Warburg (1936). Nova edição, Londres e Porto de Espanha: New Beacon Books (1971).
- Toussaint Louverture: The story of the only successful slave revolt in history (peça escrita em 1934). Produced by Peter Godfrey at the Westminster Theatre, London (1936). Durham, NC: Duke University Press (2013).
- World Revolution, 1917–1936: The Rise and Fall of the Communist International. Londres: Secker & Warburg (1937). Nova edição, com introdução de Y Christian Høgsbjerg, Durham, NC: Duke University Press (2017).
- A History of Negro Revolt. Fact monograph no. 18, London (1938). Revisado como A History of Pan-African Revolt. Washington: Drum and Spear Press (1969). A History of Negro Revolt, Londres: Creation for Liberation, ISBN 978-0947716035 (1985). As A History of Pan-African Revolt, com uma introdução de Robin D. G. Kelley, PM Press (2012).[6]
- The Black Jacobins: Toussaint L'Ouverture and the San Domingo Revolution. Londres: Secker & Warburg (1938). Edição revisada, Nova York: Vintage Books/Random House (1963). ISBN 0-679-72467-2. O índice começa na p. 419. Número do Cartão da Biblioteca do Congresso: 63-15043. Nova edição britânica com prefácio, Londres: Allison & Busby (1980).
- Why Negroes should oppose the war (como "J. R. Johnson"). Nova York: Pioneer Publishers for the Socialist Workers Party and the Young People's Socialist League Fourth International (1939).
- My friends: a fireside chat on the war (as "Native Son"). Nova York: Workers Party (1940).
- The Invading Socialist Society (com F. Forest and Ria Stone). Nova York: Johnson Forest Tendency (1947). Reimpresso com novo prefácio, Detroit: Bewick/Ed (1972).
- Notes on Dialectics: Hegel, Marx and Lenin (Link vai apenas para a última metade da Parte 2 da edição de 1980) (1948). Nova edição com Introdução, Londres: Allison & Busby (1980); Westport, Conn .: Lawrence Hill (1980).
- Notes on American Civilisation. Texto datilografado [1950], publicado como American Civilization, Oxford: Blackwell (1992).
- State Capitalism and World Revolution (1950). Nova edição, com prefácio de James e introdução de Paul Buhle, Chicago: Charles H. Kerr (1986).
- Mariners, Renegades and Castaways: The Story of Herman Melville and the World We Live In. Nova York: privately printed (1953). Detroit: Bewick/Ed, (1978). Londres: Allison & Busby (1984).
- "Every Cook Can Govern: A Study of Democracy in Ancient Greece, Its Meaning for Today". Correspondence, Vol. 2, No. 12 (June 1956). Detroit: Bewick/Ed (1992).
- Facing Reality (com Cornelius Castoriadis and Grace Lee Boggs), Detroit: Correspondence (1958).
- Modern Politics (Série de palestras ministradas na Biblioteca Pública de Trinidad, em seu Programa de Educação de Adultos). Porto de Espanha: PNM Publishing Co. (1960).
- A Convention Appraisal: Dr. Eric Williams: first premier of Trinidad & Tobago: a biographical sketch. Port of Spain, Trinidad: PNM Publishing Co. (1960).
- Party Politics in the West Indies. San Juan, Port of Spain: Vedic Enterprises (1962).
- Marxism and the intellectuals. Detroit, Facing Reality Publishing Committee (1962).
- Beyond a Boundary. Londres: Stanley Paul/Hutchinson (1963). Nova edição, Londres: Serpent's Tail (1983); Nova York: Pantheon (1984).
- Kas-kas; interviews with three Caribbean writers in Texas. George Lamming, C. L. R. James [and] Wilson Harris. Austin, TX: African and Afro-American Research Institute, University of Texas at Austin (1972).
- Not For Sale (com Michael Manley). San Francisco: Editorial Consultants (1976).
- Nkrumah and the Ghana Revolution. Londres: Allison & Busby (1977); Westport, Conn.: Lawrence Hill (1977).
- The Future in the Present, Selected Writings, vol. 1. Londres: Allison & Busby; Westport, Conn.: Lawrence Hill (1977).
- Spheres of Existence, Selected Writings, vol. 2. Londres: Allison & Busby (1980); Westport, Conn.: Lawrence Hill (1980).
- Walter Rodney and the Question of Power (texto da palestra no simpósio memorial intitulado "Walter Rodney, Revolutionary and Scholar: A Tribute", at the University of California, 30 January 1981). Londres: Race Today Publications (1983).
- 80th Birthday Lectures (Margaret Busby e Darcus Howe, eds). Londres: Race Today Publications (1983).
- At the Rendezvous of Victory, Selected Writings, vol. 3. Londres: Allison & Busby (1984).
- Cricket (escritos selecionados,, ed. Anna Grimshaw). Londres: Allison & Busby (1986); distribuído nos Estados Unidos pela Schocken Books (1986). As A Majestic Innings: Writings on Cricket, nova edição, Londres: Aurum Press (2006).
- Anna Grimshaw (ed.), The C.L.R. James Reader. Oxford: Blackwell (1992).
- Scott McLemee (ed.), C.L.R. James on the Negro Question. University Press of Mississippi (1996).
- "Lectures on the Black Jacobins". Small Axe, 8 (2000): 65–112. Print.
- "They Showed the Way to Labor Emancipation: On Karl Marx and the 75th Anniversary of the Paris Commune". Originalmente publicado sob pseudônimo na edição de 18 de março de 1946 do Labor Action, jornal do Partido dos Trabalhadores dos Estados Unidos; reimpresso em Revolutionary History, 21 de dezembro de 2008.
- "Negroes and Bolshevism". Originalmente publicado sob pseudônimo em Labour Action, 7 de abril de 1947; reimpresso em Revolutionary History, 21 de dezembro de 2008
- David Austin (ed.), You Don't Play With Revolution: The Montreal Lectures of C.L.R. James — Book Excerpt | Revolution by the Book You Don't Play With Revolution: The Montreal Lectures of CLR James. AK Press (2009).